# Țările de Jos Austriece
Țările de Jos austriece era un ținut care cuprinde azi teritoriile statelor Luxemburg și Belgia, acest teritoriu a luat ființă în anul 1714 la sfârșitul războiului pentru succesiunea tronului spaniol și a durat până la Bătălia de la Jemappes  1795 din timpul Războaielor revoluționare franceze când teritoriul a fost incorporat Franței revoluționare și a fost reorganizat sub forma de departamente.

## Structură
Țările de Jos austriece erau o federație de mai multe provincii medievale dirijate în comun de administrația austriacă de la Bruxelles. Provinciile componente erau :
Ducatele
- Brabant
- Limburg
- Luxemburg
- Geldernul austriac

Comitatele
- Flandra
- Namur
- Hainaut
- Mechelen
- Tournai și
- Landul Tournaisis

## Istoric
După ce linia habsburgilor spanioli a rămas fără urmași a izbucnit războiul pentru succesiunea tronului spaniol în urma căruia Țările de Jos de sud va reveni habsburgilor austrieci. Astfel ținutul va deveni „Țările de Jos austriece”, ținut care va fi ocupat de trupele franceze în anul 1794 devenind departament francez în 1795. Iar în 1797 Austria va fi obligată să cedeze definitiv teritoriul în schimbul Veneției.

## Revoluția Brabantului
Locuiturii ținutului erau nemulțumiți de reformele regimului central absolutist al împăratului Iosif al II-lea acest conflict a culminat cu Revoluția din Brabant (1789-1790) care a dus la data de 11 ianuarie 1790 la proclamarea primului stat belgian. Urmașul și fratele împăratului Leopold al II-lea reușește să înăbușe rezistența noului stat, dar n-a reușit aplanarea conflictelor dintre valoni locuitorii din sudul teritoriului și flamanzii din nord. In 1792 Țările de Jos austriece au fost ocupate de trupele franceze, dar pentru un timp scurt Austria reușește să recucerească teritoriul care va fi în 1794 ocupat din nou de trupele franceze iar în 1797 va fi cedat Franței prin pacea de la Campo Formio și va fi integrat ca provincie franceză. Prin pacea de la Lunéville ( 9 februarie 1801) se vor încheia ortilitățile dintre Austria și Franța.

## Imagini

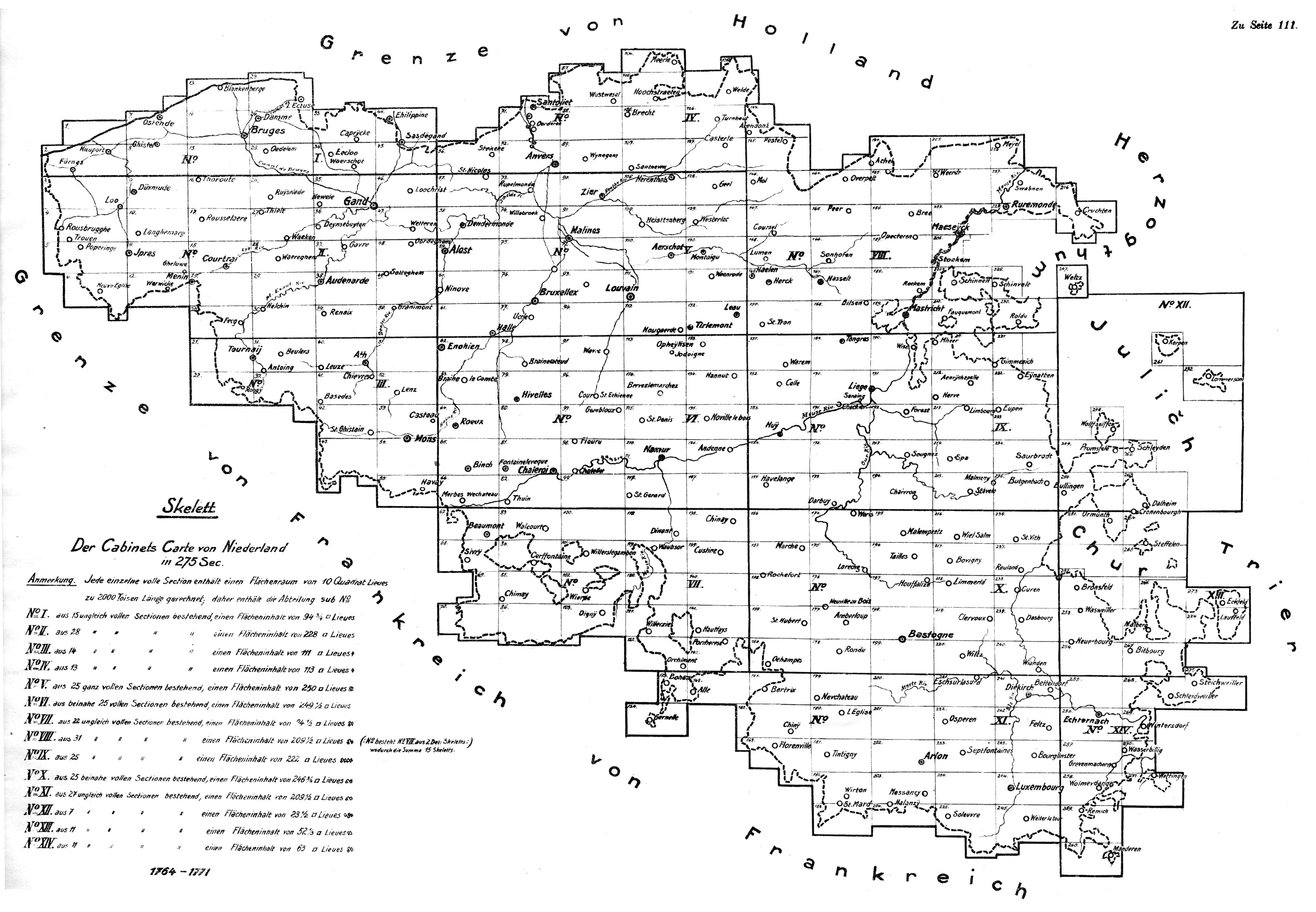
Ţările de Jos austriece în Ridicarea topografică iozefină